# Chlorissa viridescentaria
Chlorissa viridescentaria là một loài bướm đêm trong họ Geometridae.